# Heiliges Salböl
Heiliges Salböl (hebräisch שֶׁמֶן מִשְׁחַת־קֹדֶשֹ šæmæn mišḥat-qodæš) ist ein duftendes Öl, dessen Zubereitung in der Tora beschrieben wird. Mit diesem Öl wurden laut biblischer Darstellung die Teile des Zeltheiligtums, seine Geräte sowie das Kultpersonal („Aaron und seine Söhne“) gesalbt, um sie zu heiligen. Das nach diesem Rezept zubereitete Salböl wurde im Jerusalemer Tempel exklusiv für die Weihe von Geräten und Priestern verwendet.

## Salbung im Alten Orient

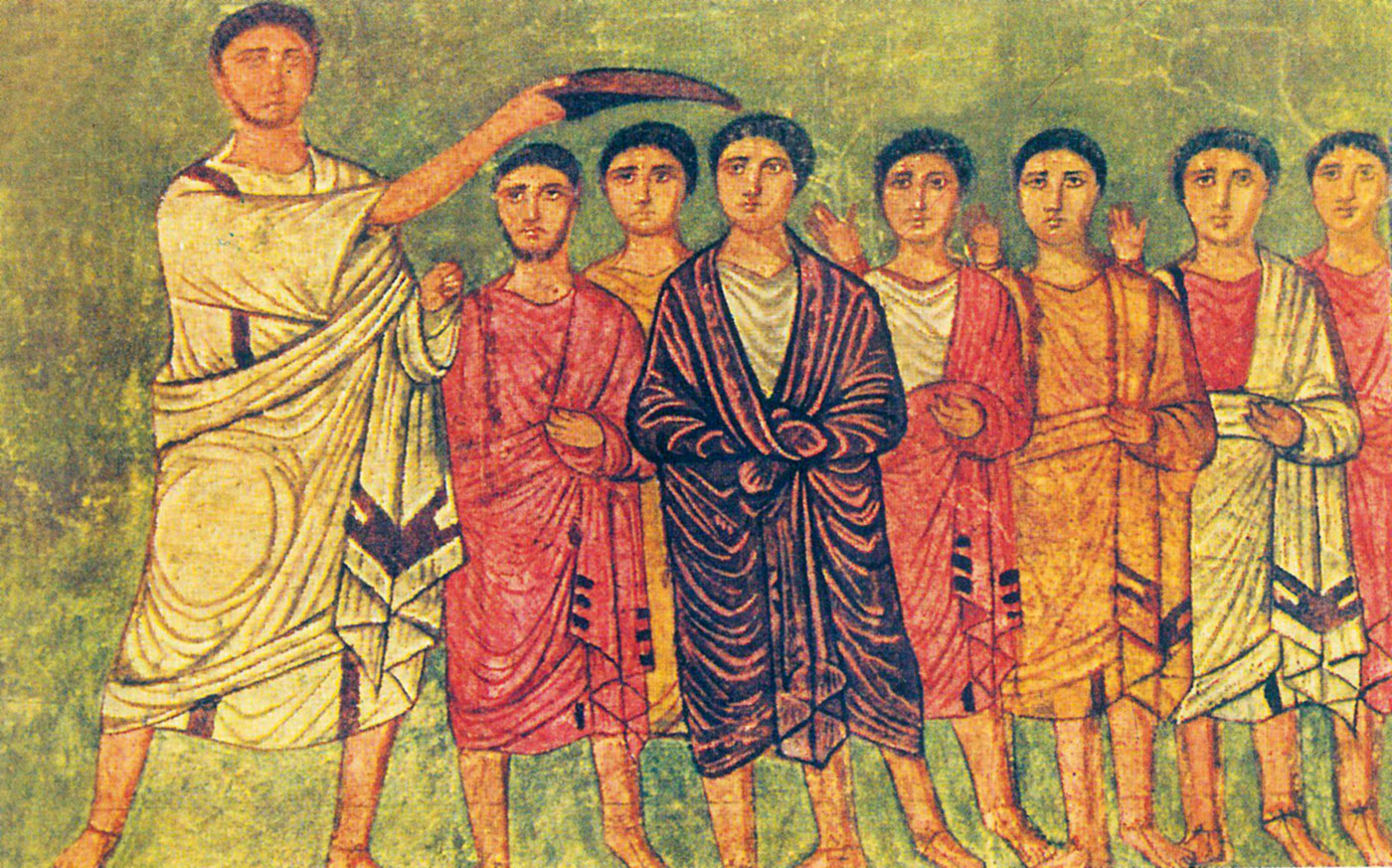
Samuel gießt mit einem Salbhorn Öl auf Davids Kopf (Fresko, Synagoge von Dura Europos, Nationalmuseum Damaskus)

„Das Salben mit meist pflanzlich gewonnenen und weiter zu veredelnden und eingefärbten Ölen gehört zu den elementaren kulturell-hygienischen Bedürfnissen des Menschen. … Mit Reinigung, Stärkung und Gesunderhaltung gewinnt, empfängt und verleiht zunächst der Mensch Anteil an den Kräften und der Macht des Lebens.“ Bei der Verwendung des Öls im Kult geschah eine Steigerung: einerseits, indem Olivenöl erster Qualität und besonders teure, kostbare Zutaten verwendet wurden, andererseits, indem dieses spezielle Duftöl für den Kultus reserviert wurde. 
Das in 1 Sam 16,1  erwähnte Salbhorn diente dazu, das Öl zu applizieren.

## Heiliges Öl in Exodus 30
In Ex 30,1  – Ex 31,17  finden sich Anweisungen zur Konstruktion eines Rauchopferaltars, zu einer Tempelsteuer, zu einem Kupferbecken für priesterliche Waschungen, die Rezepte des heiligen Salböls und der heiligen Räuchermischung, die Beauftragung der Künstler Bezalel und Oholiab sowie eine strenge Anweisung, den Schabbat zu halten. Oft gelten diese beiden Kapitel als Nachträge zu den Anweisungen zum Bau des Zeltheiligtums. Demnach wurden diese Vorschriften ergänzt, um neueren Entwicklungen im Jerusalemer Kult Rechnung zu tragen. So betonte beispielsweise Heinrich Holzinger (1900), dass die ältere Fassung der Priesterschrift Ex 27,7  eine Salbung mit dünnflüssigem Öl vorsehe, die exklusiv der Hohepriester erhielt, der Nachtrag hingegen das Rezept für eine „dicke, … sehr uneigentlich als Salböl bezeichnete Salbe“ mitteilte, mit der alle Priester gesalbt wurden. Martin Noth urteilte, das Salböl-Rezept könne zwar älter sein, in der hier vorliegenden Form stamme es aber aus dem Jerusalemer Kult des Zweiten Tempels.
Das Öl soll laut Ex 30,23–25  von einem Salbenmischer (hebräisch רֹקֵַח roqeaḥ) nach folgendem Rezept hergestellt werden:

„Fünfhundert Schekel erstarrte Tropfenmyrrhe (hebräisch מָר־דְּרוֹר mor-dərôr), halb so viel, also zweihundertfünfzig [Schekel], wohlriechenden Zimt (hebräisch קִנְּמָן־בֶּשֶׂם qinnəmon-bæśæm, zweihundertfünfzig [Schekel] Gewürzrohr (hebräisch קְנֵה־בֹשֶׂם qaneh-bośem) und fünfhundert [Schekel] Zimtnelken (hebräisch קִדָּה qiddāh), nach dem Schekelgewicht des Heiligtums, dazu ein Hin Olivenöl.“

Vier verschiedene duftende Pflanzenteile wurden in Olivenöl gebracht, welches den Duft aufnahm: 
1. mor-dərôr: „Tropfen- od. Klumpenmyrrhe“.[5] Die in hellenistischer Zeit angefertigte Übersetzung ins Griechische (Septuaginta) bietet: „das Beste von ausgesuchter Myrrhe.“[6]
2. qinnəmon-bæśæm: „Balsamzimt“, Cinnamomum ceylanicum.[7] Die Septuaginta hat „wohlriechender Zimt“.
3. qaneh-bośem: „aromatisches Würzrohr, Balsamgras“.[8] Peter Riede vermutet in diesem teuren Importprodukt „eine Art von Süßgräsern der Gattung Cymbopogon, vielleicht Ingwergras (Cymbopogon martini Stapf).“[9] Die Anthropologin Sula Benet vertrat dagegen 1975 die These, dass qəneh-vośem in Ex 32,23 mit Cannabis zu übersetzen sei.[10] Der Botaniker Frank Nigel Hepper favorisierte 1992 den Echten Kalmus (Acorus calamus).[11] Die Septuaginta übersetzt: „von wohlriechendem Schilfrohr (καλάμου εὐώδους).“
4. qiddāh: „Zimtnelke, Laurus Cassia L. od. das Gummiharz des ind. Weihrauchbaumes, Boswellia thurifera.“[12] Die Septuaginta hat „Schwertlilie“.

Mögliche Inhaltsstoffe des heiligen Salböls
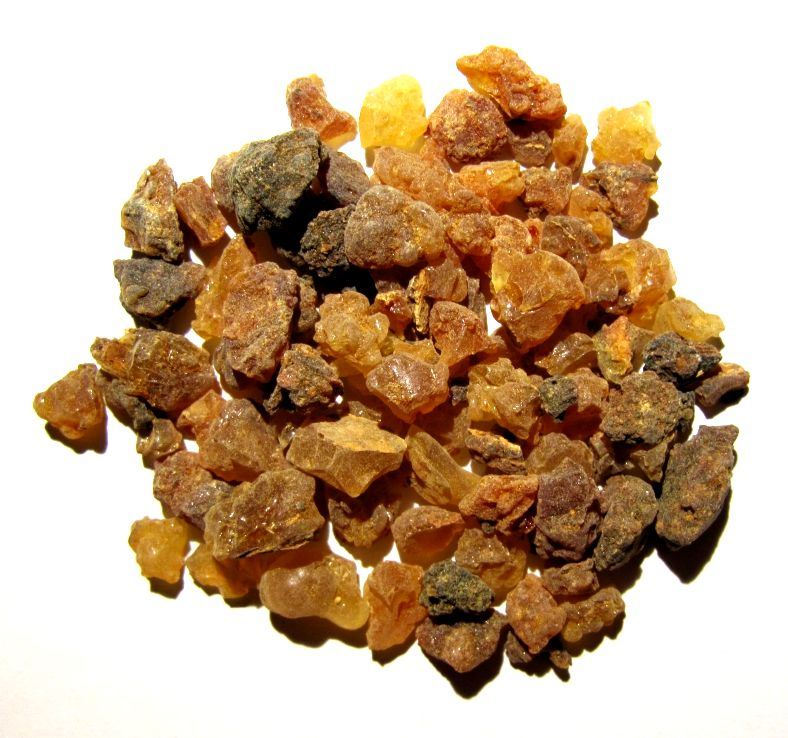
Myrrhenharz
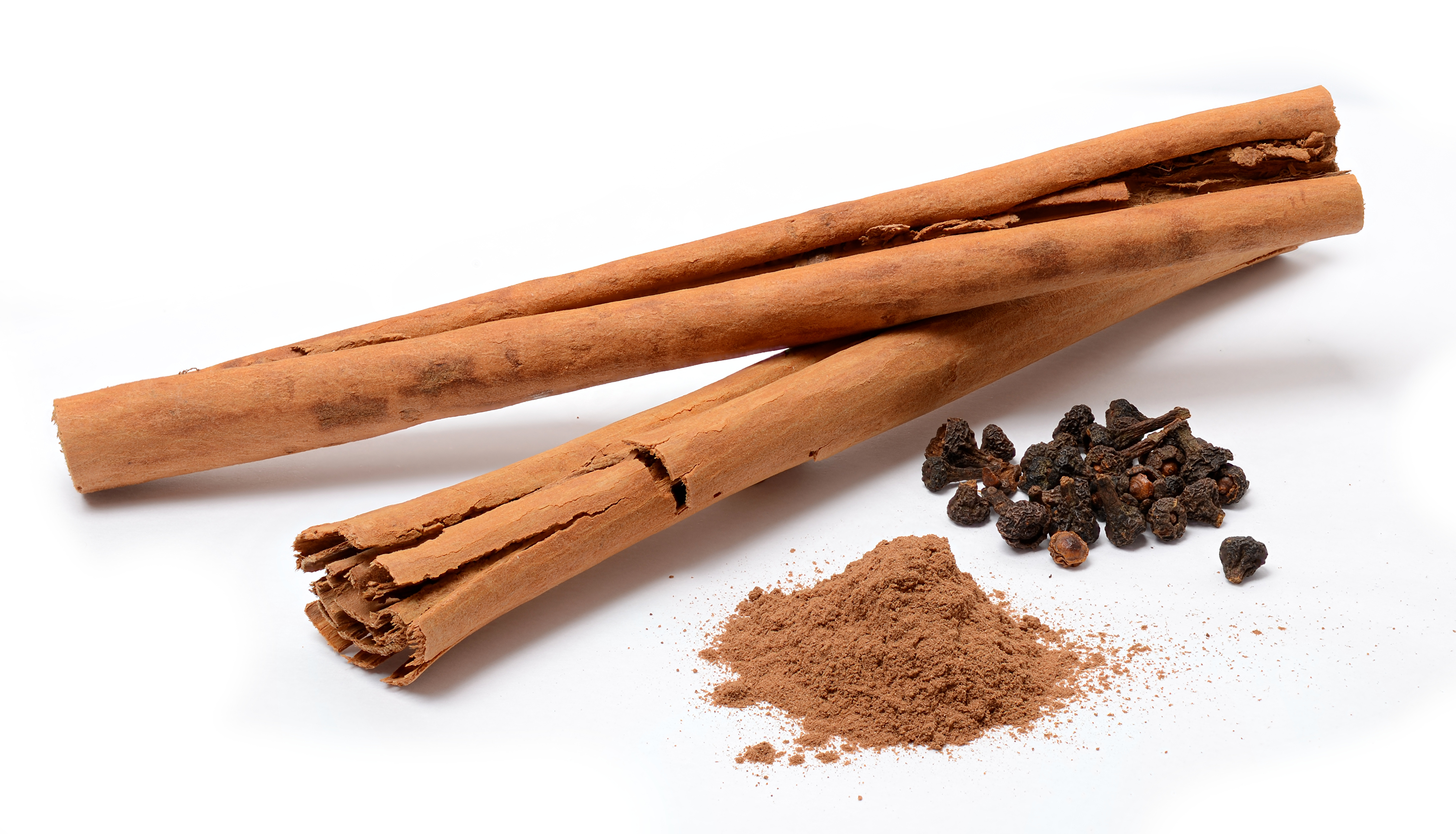
Zimt
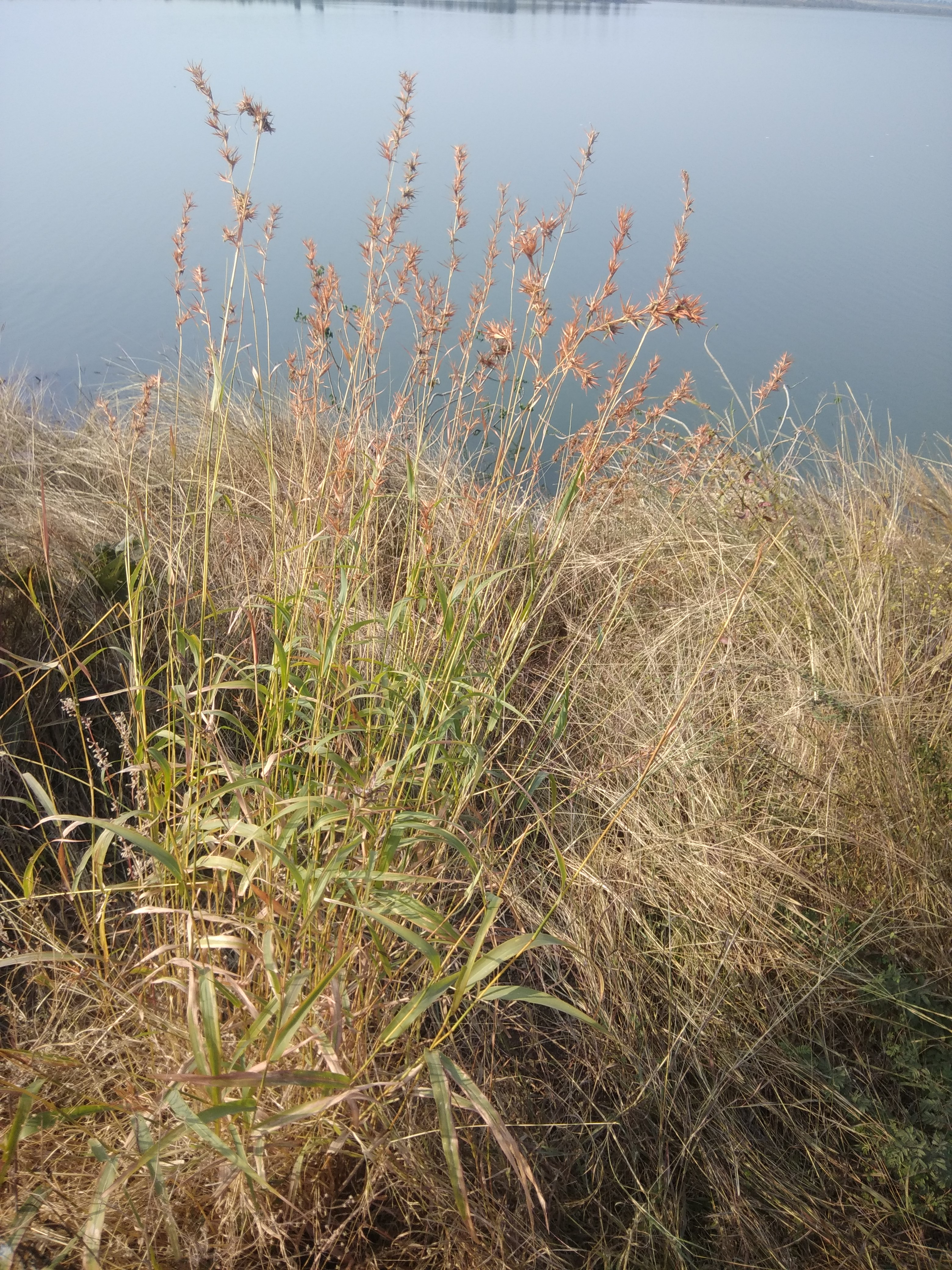
Cymbopogon martini
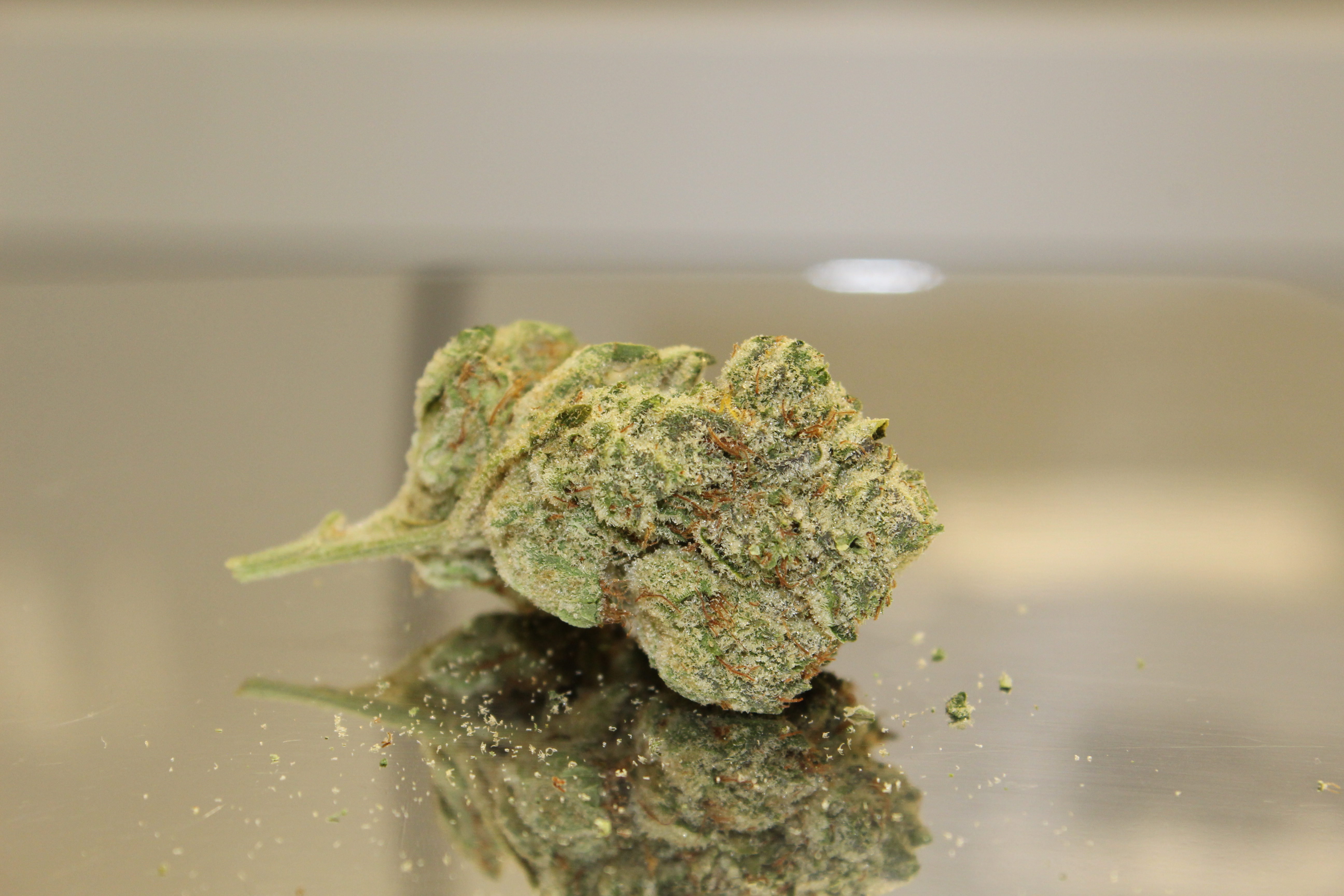
Cannabis
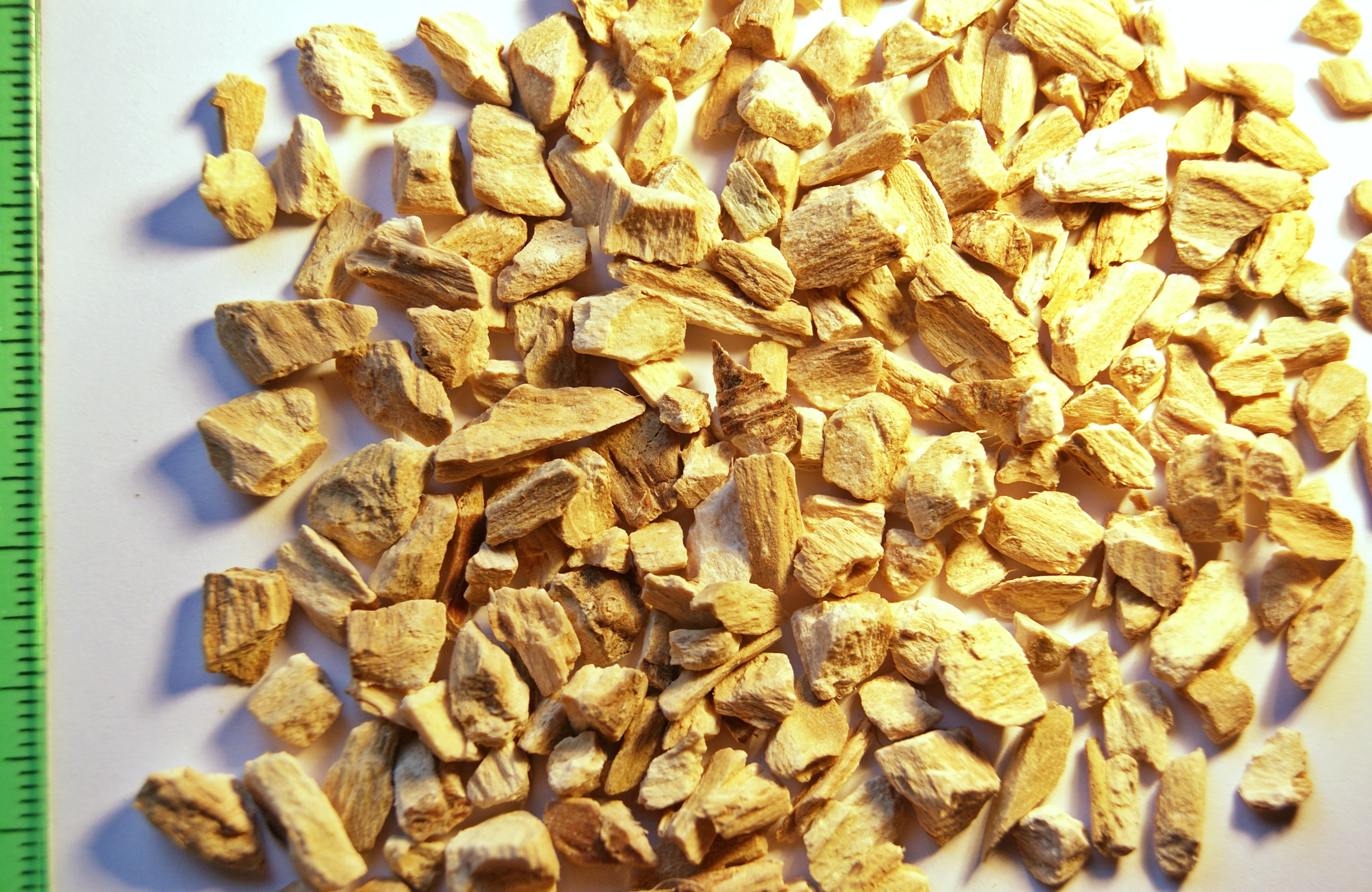
Echter Kalmus
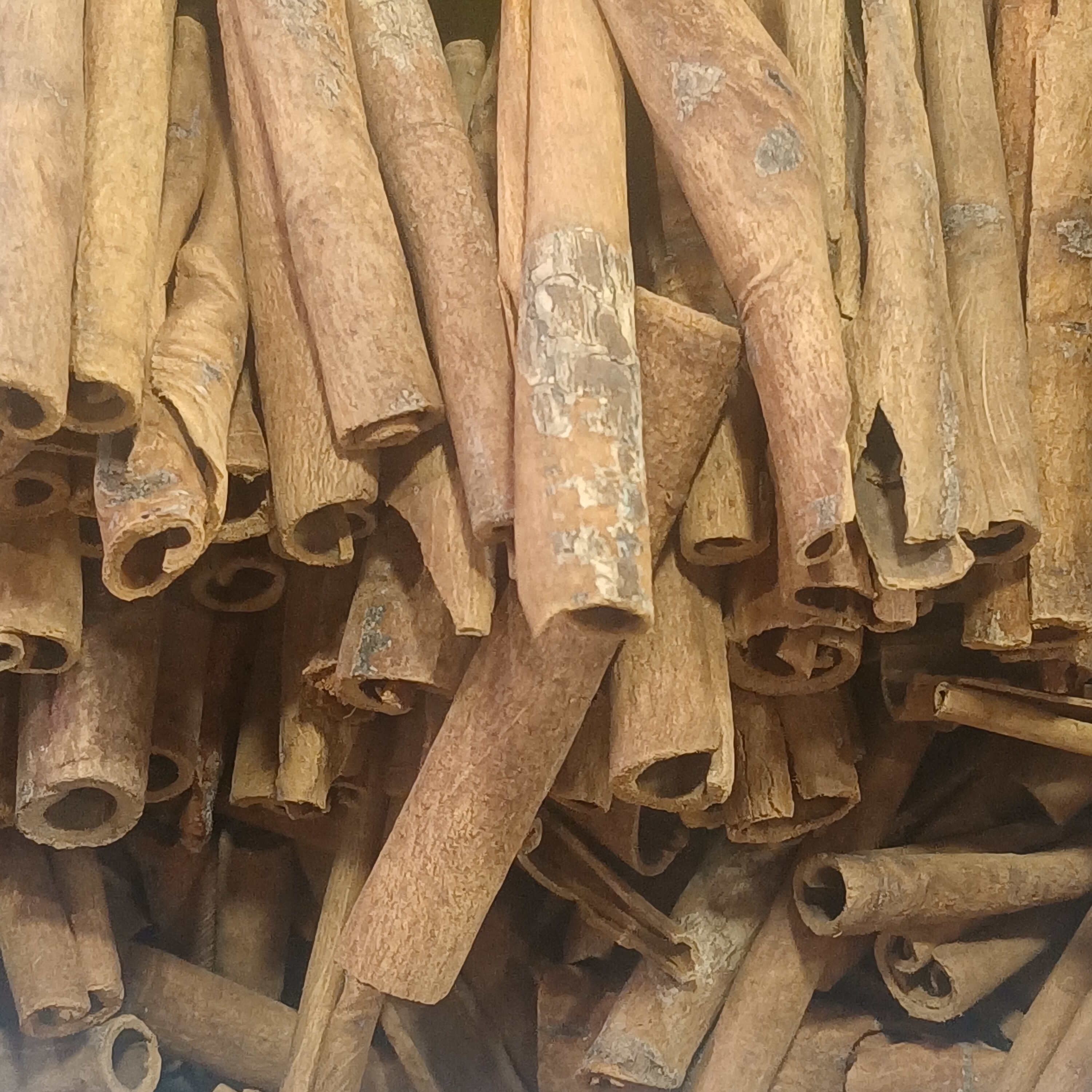
Zimtkassie
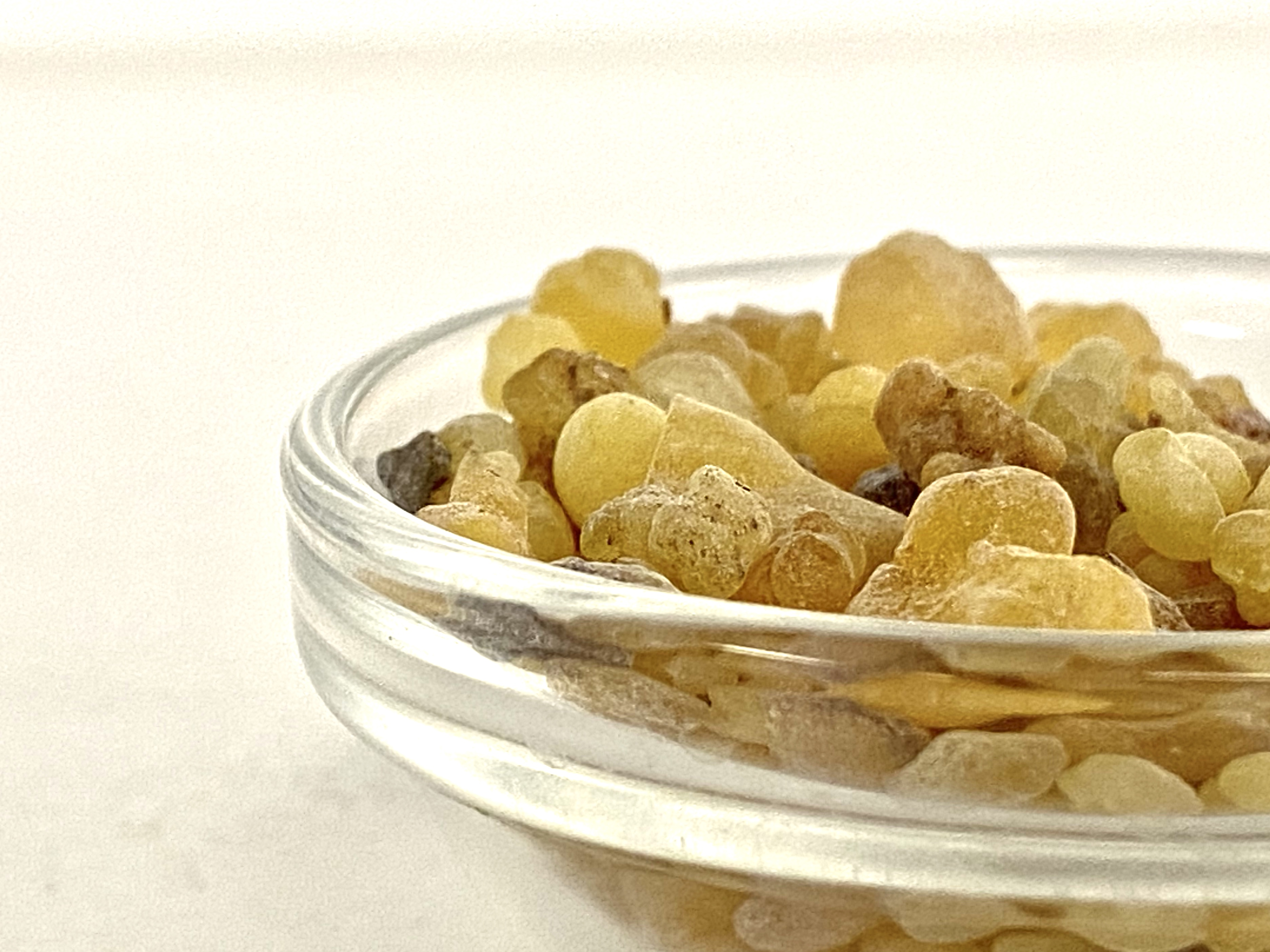
Boswellia thurifera

Das nach diesem Rezept bereitete heilige Salböl war ausschließlich dem Kult vorbehalten. Damit wurden Geräte des Heiligtums und Kultpersonal übergossen, um sie aus dem profanen Bereich auszusondern. Jede profane Nutzung war streng verboten (Ex 30,32–33 ). 
Es folgt das Rezept für die kultische Räuchermischung, welche aus drei Sorten von Duftstoffen bestehen sollte, die mit Weihrauch und Salz gemischt werden sollten, so dass für Öl und Räuchermischung insgesamt sieben Duftstoffe genannt wurden. Die Heiligkeit beider Mischungen wird stark betont, ihre Nachahmung und Zweckentfremdung mit der Todesstrafe bedroht. Ein pragmatischer Grund wäre, dass die Priesterschaft am Jerusalemer Tempel den Nachschub dieser überaus kostbaren und seltenen Zutaten sicherstellen wollte. Ein theologischer Grund für das strenge Verbot, heiligen Weihrauch und heiliges Salböl privat zu nutzen, wäre, dass JHWH mit den beiden Rezepten auch die beiden Düfte exklusiv für sich reserviert hatte: so duftete sein Heiligtum und die Priester, die dort Dienst taten. Priester, die besonderen Geruch nicht hatten, waren zum Dienst im Tempel nicht befugt und würden Schaden nehmen. Jeder andere Gebrauch dieser speziellen Salböl- und Weihrauch-Mischungen wäre übergriffig, ein „Verwischen der Grenze zwischen heilig und profan, zwischen Gott und Mensch.“

## Archäologische und epigraphische Befunde

### Räucheraltäre des JHWH-Tempels von Arad

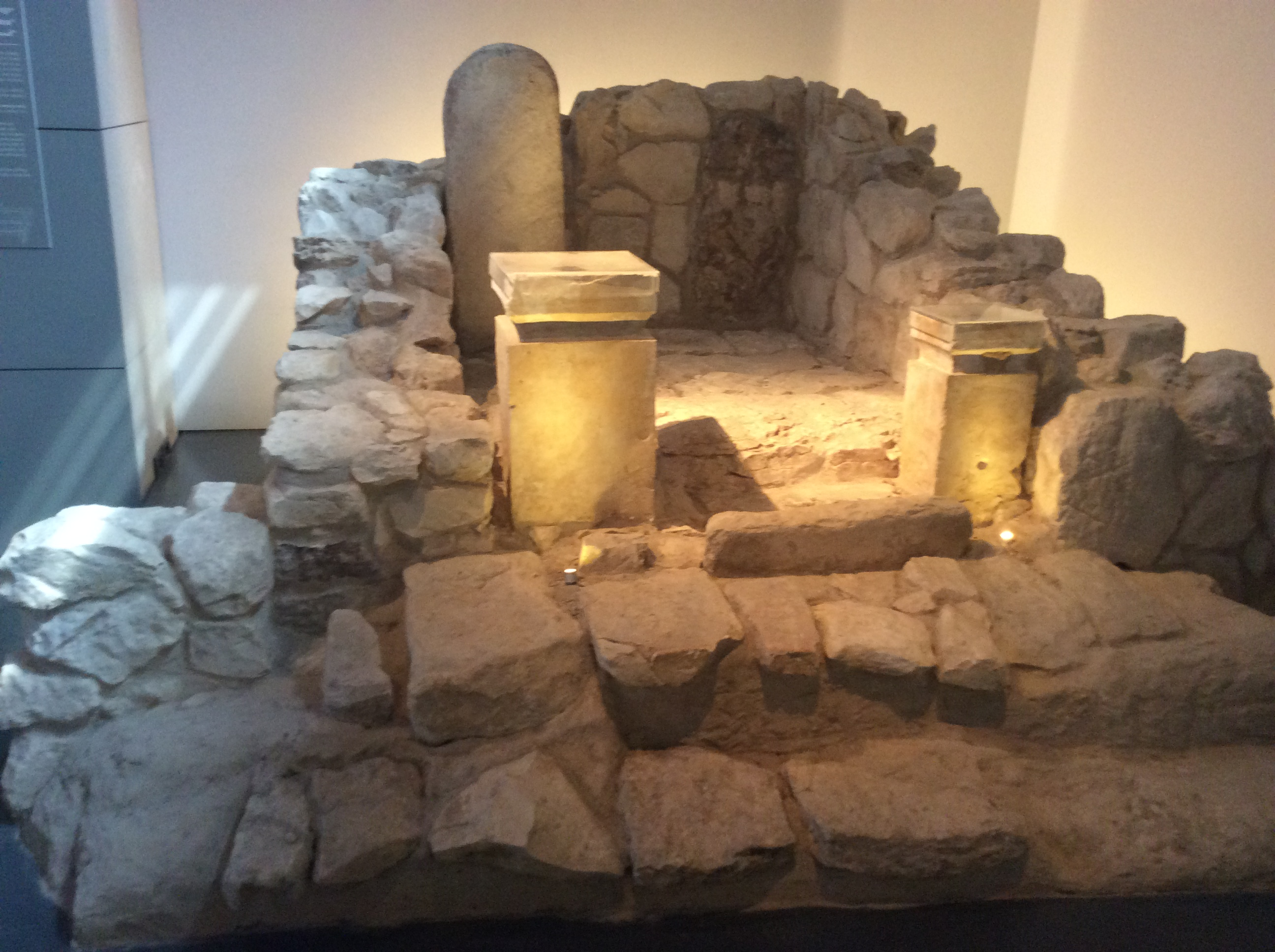
Das lokale JHWH-Heiligtum von Tel Arad mit einer Mazzebe im Hintergrund, davor zwei Räucheraltäre (Rekonstruktion im Israel-Museum)

In der Cella des Ende des 8. Jahrhunderts v. Chr. aufgegebenen JHWH-Heiligtums von Tel Arad, das in den 1960er Jahren untersucht wurde, standen zwei von den Ausgräbern als Räucheraltäre interpretierte Kalksteinstelen. Auf ihrer Oberfläche befanden sich seinerzeit nicht identifizierbare dunkle Substanzen. Im Jahr 2020 wurden diese Substanzen in zwei Laboren analysiert und festgestellt, dass auf dem kleinen Altar Cannabis als Bestandteil einer Räuchermischung verbrannt worden war, auf dem großen Altar dagegen Weihrauch gemischt mit tierischem Fett.

### Salbölrezept aus dem Horus-Tempel von Edfu
Im Horus-Tempel von Edfu findet sich als Wandinschrift eine Beschreibung des komplizierten Verfahrens, mit dem das im Kult verwendete Salböl Ḥeken in ptolemäischer Zeit zubereitet wurde. Dieses ägyptische Salbölrezept wird als Vergleich zur biblischen Salbölrezeptur herangezogen. Folgende Zutaten wurden benötigt:
- Aus Süßbaumsamen gepresstes Öl
- Zwei Sorten Antharz bester Qualität
- Abharz
- Vier pflanzliche Produkte: Erzeugnis des Ket-Baums, Teschep, Holzkohle, Erzeugnis der Scheben-Pflanze
- Oasenwein von sehr guter Qualität
- Wasser.

## Heiliges Salböl im Tanach
In Psalm 133 ist die Salbung Aarons zum Hohenpriester mit duftendem Öl Metapher für die wohltuende Wirkung geschwisterlicher Eintracht. Elie Assis verortet den Psalm in der Zeit der babylonischen Gefangenschaft: Der Erste Tempel war zerstört, die Jerusalemer Priesterschaft, deren Repräsentant Aaron ist, konnte nicht mehr amtieren. In dieser Situation empfahl der Psalmist den familiären Zusammenhalt als Alternative und Substitut für den Tempelkult.

## Jüdische Leser
Das Rezept für das heilige Salböl und die heilige Räuchermischung gehört zur Toralesung (Parascha) Ki Tissa. 

### Kommentare
Das Rezept des heiligen Salböls diskutierten die Rabbanan im Talmud-Traktat Keretot. Sie nahmen an, dass von allen vier duftenden Zutaten je 500 Schekel verwendet werden sollten, die aber bei Zimt und Würzrohr in zwei Wiegevorgängen zu je 250 Schekeln und einer kleinen Zugabe abgemessen werden sollten. Die von Mose hergestellte Menge des Salböls reichte demnach aus, um das Wüstenheiligtum, seine Geräte, die Hohepriester und die davidischen Könige zu salben. Bevor die Babylonier Jerusalem eroberten, sei der noch gefüllte Ölkrug ebenso wie die Bundeslade und andere Tempelgeräte von König Joschija verborgen worden.
Raschi interpretierte die ersten drei duftenden Zutaten des Öls als Myrrhe, wohlriechenden Zimt und Gewürzrohr; qiddāh sei eine Wurzel, die von den Gelehrten als Kezia (hebräisch קְצִיעָה qəṣîʿāh) bezeichnet werde. Bei der Zubereitung des Öls referierte Raschi zwei Meinungen: Rabbi Meir zufolge wurden die duftenden Zutaten in Olivenöl gekocht; Rabbi Jehuda dagegen lehrte, die Spezereien seien in Wasser eingeweicht worden, „dann ließ man das Oel darüber schwimmen, bis es den Geruch angenommen hatte, und dann leerte man das Oel von den Wurzeln ab.“
Maimonides identifizierte folgende Zutaten des heiligen Salböls:
- mor-dərôr: Moschus, der allgemein als Parfum Verwendung findet;[22]
- qinnəmon-bæśæm: Zimt von den indischen Inseln;
- qaneh-bośem: wohlriechendes dünnes Rohr, das wie rotes Stroh aussieht und von den indischen Inseln importiert wird;
- qiddāh: Costus.

Dieses Heilige Salböl wurde laut Maimonides zur Zeit des Ersten Tempels verwendet, um den Jerusalemer Hohepriester, den Priester, der das israelitische Heer im Krieg führte und den König aus der Davids-Dynastie zu salben. Auf die Stirn des Hohepriesters sei das Salböl in Form eines Chi geträufelt worden, auf die Stirn des Königs in Form einer Krone. Zur Zeit des Zweiten Tempels stand das Heilige Salböl nicht mehr zur Verfügung, die Weihe des Hohepriesters erfolgte deshalb durch das Anlegen der hohepriesterlichen Gewänder. Die Weihe der Kultgeräte mit Salböl geschah laut Maimonides einmalig nach ihrer Anfertigung für das Zeltheiligtum in der Wüste, in späteren Zeiten wurden die Tempelgeräte durch Ingebrauchnahme geheiligt.
In seinem Pentateuch-Kommentar betonte Samson Raphael Hirsch, dass der göttliche Befehl zur Herstellung des Salböls sich an Mose richtete. „Es war daher nur durch Moses, das Organ des göttlichen Willens, herzustellen, und blieb auch das von Moses Hergestellte das einzige Salböl, auch für die Salbung der Davidischen Könige und der Hohenpriester für alle Zeit.“ Die genauen Gewürzarten des Salböl-Rezepts seien nicht mehr ermittelbar. Mit Hinweis auf Hi 41,23  hielt Hirsch für wahrscheinlicher, dass der Salbenmischer „einen siedenden Destillirapparat“ als eine Pulverisierschale und einen Mörser gebrauchte.

### Bibelübersetzungen
Für die Rabbinerbibel von 1838 übersetzte Heymann Arnheim das Rezept des heiligen Salböls folgendermaßen: „von selbst ausgeflossene Myrrhe fünf hundert (Schekel) und wohlriechenden Zimmet die Hälfte, zweihundert und fünfzig, und Würzrohr, zweihundert und fünfzig. Und Kassia fünfhundert nach dem Schekel des Heiligthums und Olivenöl ein Hin.“

## Christliche Leser

### Myron und Chrisam
In verschiedenen christlichen Riten werden Heilige Öle für liturgische Handlungen verwendet. Es handelt sich beim Chrisam der lateinischen Westkirche ebenso wie beim Myron der östlichen und orientalischen Kirchen um Pflanzenöl, meist Olivenöl, dem Duftstoffe zugesetzt wurden, jedoch nicht nach dem Rezept aus Exodus 30. Wenn beispielsweise der armenische Patriarch die Myronweihe vollzieht, so spricht er den „Mosessegen über die Aromata“ über 35–40 kostbare Spezereien, die dem Olivenöl beigemischt werden. Der erste Hymnus der syrischen Myronweihe nimmt Bezug auf das von Mose hergestellte Heilige Salböl: „Aus wohlriechendem und vorzüglichem Öl zusammengesetzt, befahl Gott dem Mose, in das Horn zu gießen. Und Könige, Priester und Propheten sollten gesalbt werden. Jeder aber, der nicht mit Myron gesalbt ist, dürfe sich nicht der Stiftshütte nähern.“ Das alttestamentliche Salböl wird aber christlich überboten, wenn dann der Patriarch, der die Myronweihe vollzieht, angeredet wird: „Weder der erwählte Moses noch der Levit Aaron konnten ein solches Mysterium zelebrieren, das dir, ehrwürdiger Vater, anvertraut ist. In einer Myron-Flasche, sage ich, weihst du wohlriechendes Öl.“

### Kommentare
Prokopios von Gaza († 526/530) erarbeitete einen Kommentar zum Buch Exodus in der Septuaginta-Fassung. Dazu kompilierte er griechische christliche Bibelkommentare, die man zu seiner Zeit für die gültige Auslegung des Alten Testaments hielt. Er verglich die fünf Zutaten des Salböls mit den fünf Sinnen des Menschen.

### Bibelübersetzungen
Die Vulgata übersetzte das Rezept des heiligen Salböls folgendermaßen: „Nimm dir die ersten Gewürze und 500 Schekel auserlesener Myrrhe und vom Zimt die Hälfte, das sind 250, vom  Kalmus ebenso 250, vom wilden Zimt (cassia) aber 500 Schekel nach dem Gewicht des Heiligtums, vom Öl aus den Ölhainen das Maß eines Hins.“ In Martin Luthers Biblia Deudsch von 1545 heißen die duftenden Zutaten, die dem Olivenöl beigemischt wurden, ebenso: Myrrhe, Zimt (Cynnamet), Kalmus (Kalmes) und Cassia (Kasien). Die Lutherbibel blieb durch alle Revisionen (auch 2017) bei diesen Bezeichnungen.

## Trivia
Chris Bennett, der mehrere Publikationen zur Geschichte und Kultur des Cannabis-Konsums veröffentlicht hat, vertritt die These, dass Jesus von Nazareth bei seinen Wunderheilungen ein Cannabis enthaltendes Salböl verwendet habe. Es sei ja erwiesen, dass Cannabis beispielsweise bei Epilepsie oder auch Augenleiden helfe. Dass Jesus sich bei seinen Heilungen eines Öls bedient habe, wird in den Evangelien nicht erwähnt.